# دوري ريونيون الممتاز
دوري ريونيون الأول لكرة القدم هي مسابقة كرة القدم بين أندية ريونيون .
البطل الحالي هو نادي سانت ماريان.